# 信義区 (台北市)

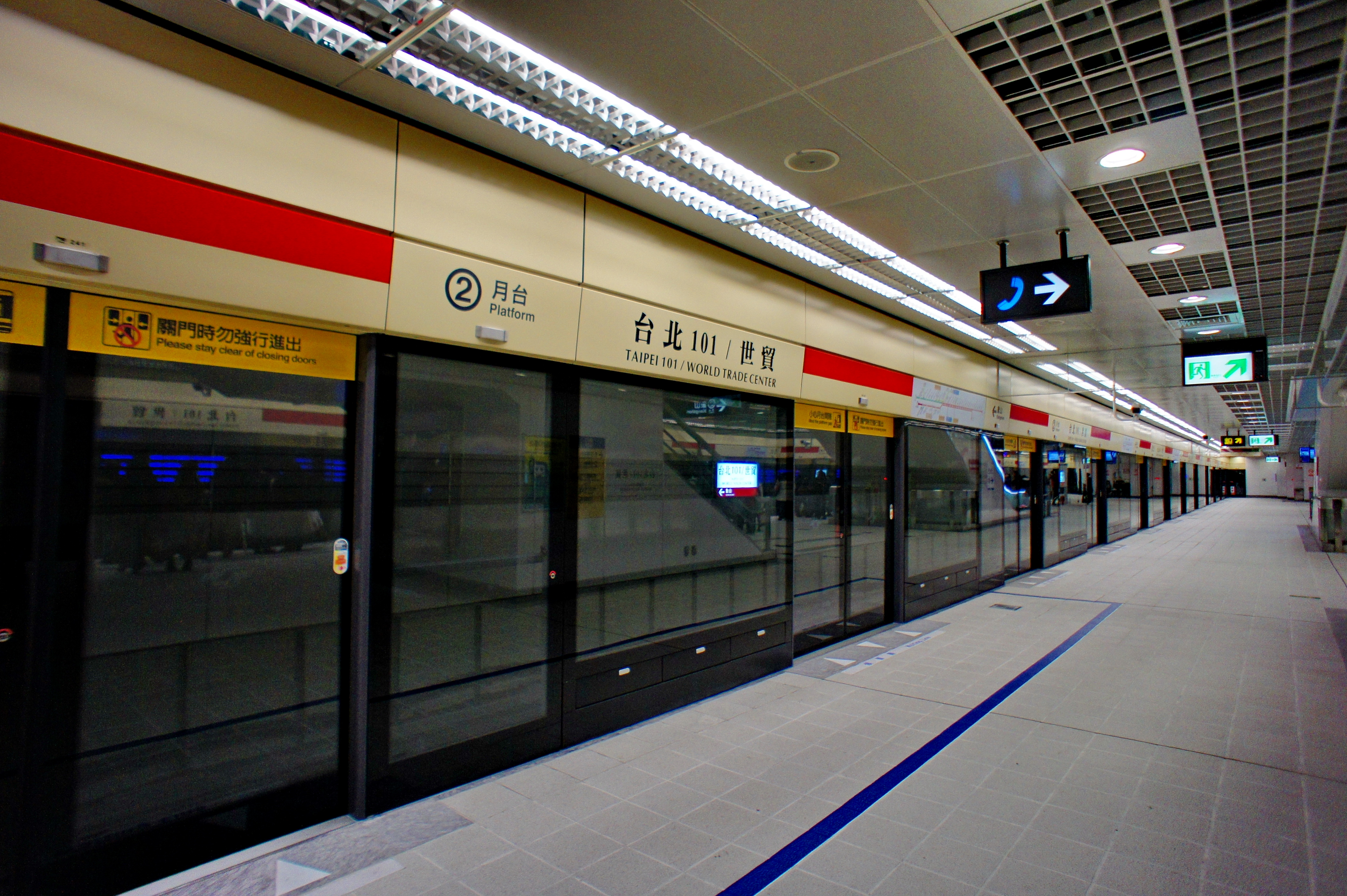
台北101/世貿駅

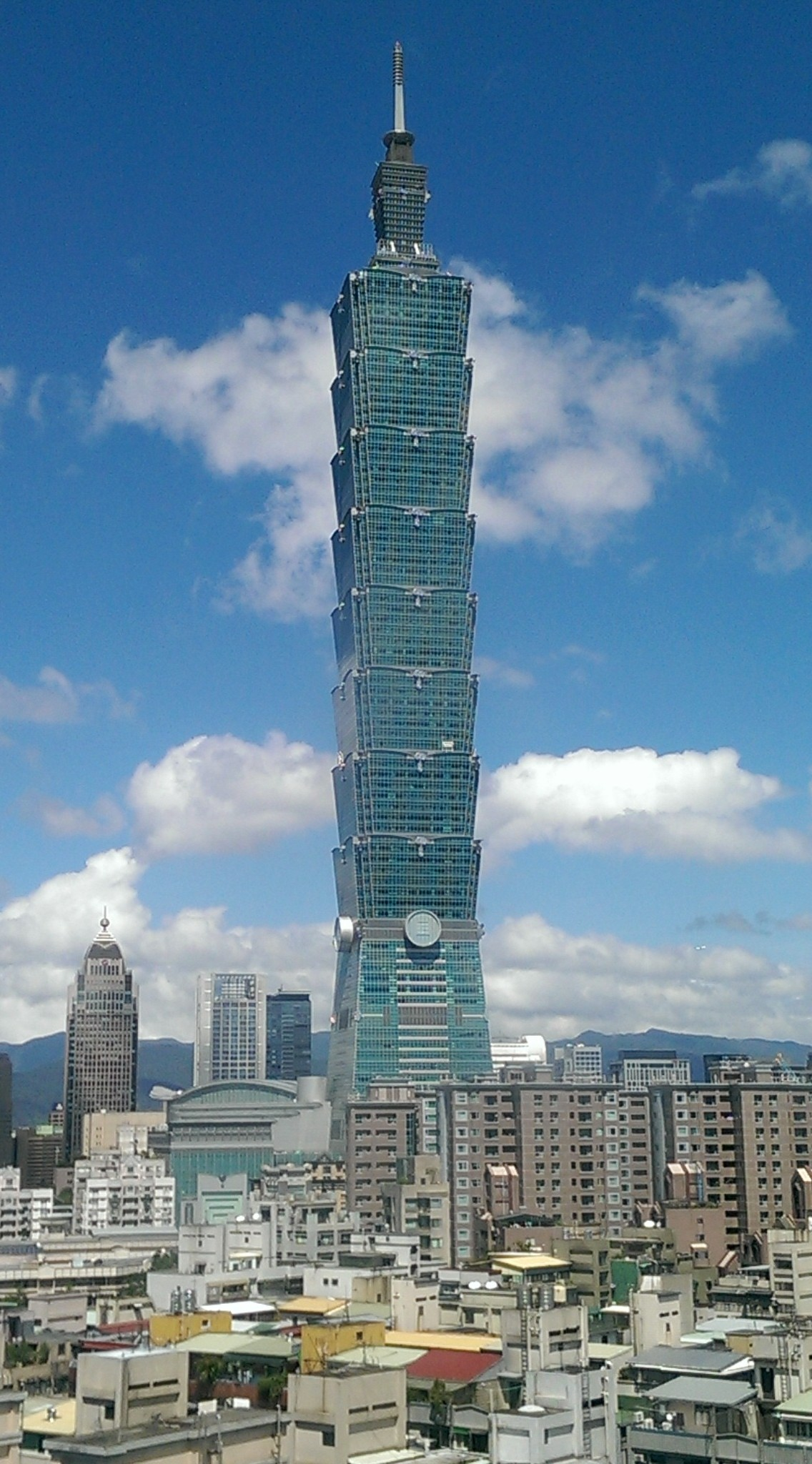
台北101

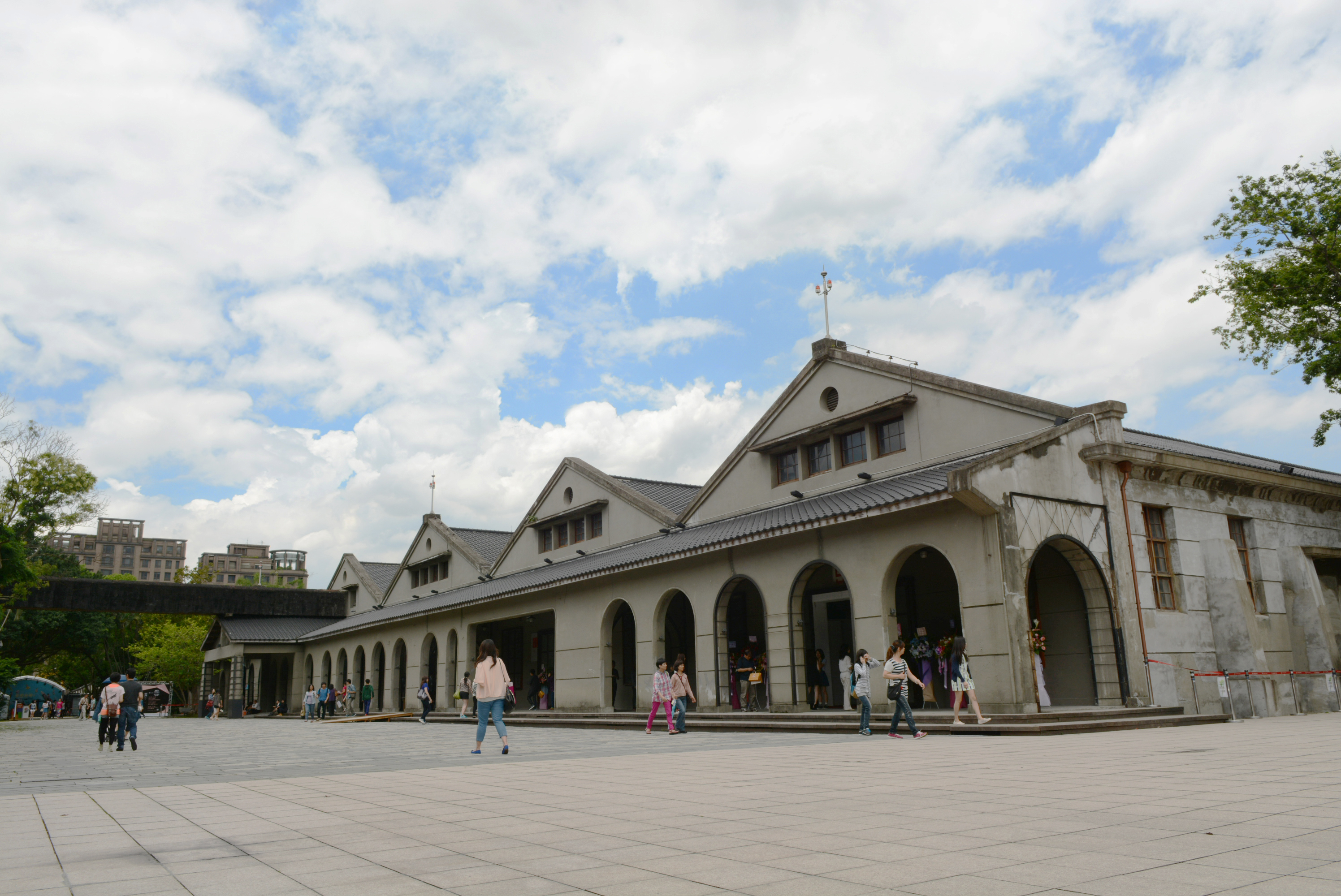
松山文化創意園区（旧松山煙草工場）

信義区（シンイー/しんぎ-く）は、台湾台北市の市轄区。

## 地理
信義区は台北市の中心からやや南に位置し、古来より瑠公圳灌漑設備が完備され水資源に恵まれ、農業が発展、それに伴い商工業を初めとする経済発展を実現し人口が集中していた。近年政府は信義区に対する建設投資を積極的に行い副都心を形成し、世界貿易センターを初めとする国際都市としてインフラ整備が実施されている。

### 下部行政区域
| 地区   | 里                                                                             |
| ------ | ------------------------------------------------------------------------------ |
| 三張犁 | 中興里、西村里、敦厚里、広居里、興隆里、正和里、安康里、新仁里、興雅里         |
| 五分埔 | 五全里、六芸里、永春里、四維里、雅祥里、五常里、永吉里、四育里、長春里、富台里 |
| 六張犁 | 景勤里、嘉興里、黎安里、黎順里、景聯里、黎平里、黎忠里、双和里                 |
| 呉興   | 三犁里、六合里、恵安里、三張里、泰和里、景新里                                 |
| 福徳   | 大仁里、中行里、松友里、松隆里、大道里、中坡里、松光里、国業里                 |

## 歴史
日本統治時代の1920年に中坡、五分埔、三張犁、興雅が設置され、台北州七星郡松山庄に属した。1938年に台北市に編入される。
戦後の1990年、松山区の南部が信義区として独立し現在に至る。

## 政治

### 行政

#### 区長
歴代区長
| 氏名   | 任期                  |
| ------ | --------------------- |
| 王更生 | 1984年3月～1995年3月  |
| 黄玉川 | 1995年5月～1999年1月  |
| 陳寿宝 | 1999年3月～1999年12月 |
| 黄媺雲 | 1999年12月～2003年9月 |

## 教育

### 大学
- 台北医学大学

### 高級専業学校
- 台北市立松山高級商業家事職業学校
- 台北市立松山高級工農職業学校

### 高級中学
- 台北市立松山高級中学
- 台北市立永春高級中学
- 私立協和祐徳高級中学

### 国民中学
- 台北市立興雅国民中学
- 台北市立永吉国民中学
- 台北市立瑠公国民中学
- 台北市立信義国民中学

### 国民小学
| - 台北市立興雅国民小学 - 台北市立永春国民小学 - 台北市立光復国民小学 | - 台北市立三興国民小学 - 台北市立信義国民小学 - 台北市立呉興国民小学 | - 台北市立福徳国民小学 - 台北市立永吉国民小学 - 台北市立博愛国民小学 |

### 幼稚園
| - 台北市立興雅国民小学付属幼稚園 - 台北市立三興国民小学付属幼稚園 - 台北市立光復国民小学付属幼稚園 - 台北市立永吉国民小学付属幼稚園 - 台北市立福徳国民小学付属幼稚園 - 台北市立信義国民小学付属幼稚園 - 台北市立博愛国民小学付属幼稚園 - 台北市立永春国民小学付属幼稚園 - 台北市立呉興国民小学付属幼稚園 - 宣恩幼稚園 | - 巧巧幼稚園 - 傑生幼稚園 - 福群幼稚園 - 北大幼稚園 - 志華幼稚園 - 三徳幼稚園 - 育正幼稚園 - 君格幼稚園 - 友愛幼稚園 - 慶豊紀念幼稚園 - 慧光幼稚園 | - 国泰幼稚園 - 六三幼稚園 - 華愛幼稚園 - 道生幼稚園 - 宝児宝幼稚園 - 天琪幼稚園 - 沛徳幼稚園 |

## 交通

### 鉄道
- 台北捷運
  -  淡水信義線
    - 台北101/世貿駅

  -  板南線
    - 市政府駅
- 台湾鉄路管理局
  - 縦貫線
    - 松山駅

### バス
- バスターミナル
  - 市府転運站（捷運市政府駅直結）

## 観光

### 観光スポット
- 台北101/世貿駅
- 台北101
- 中山公園（国立国父紀念館）

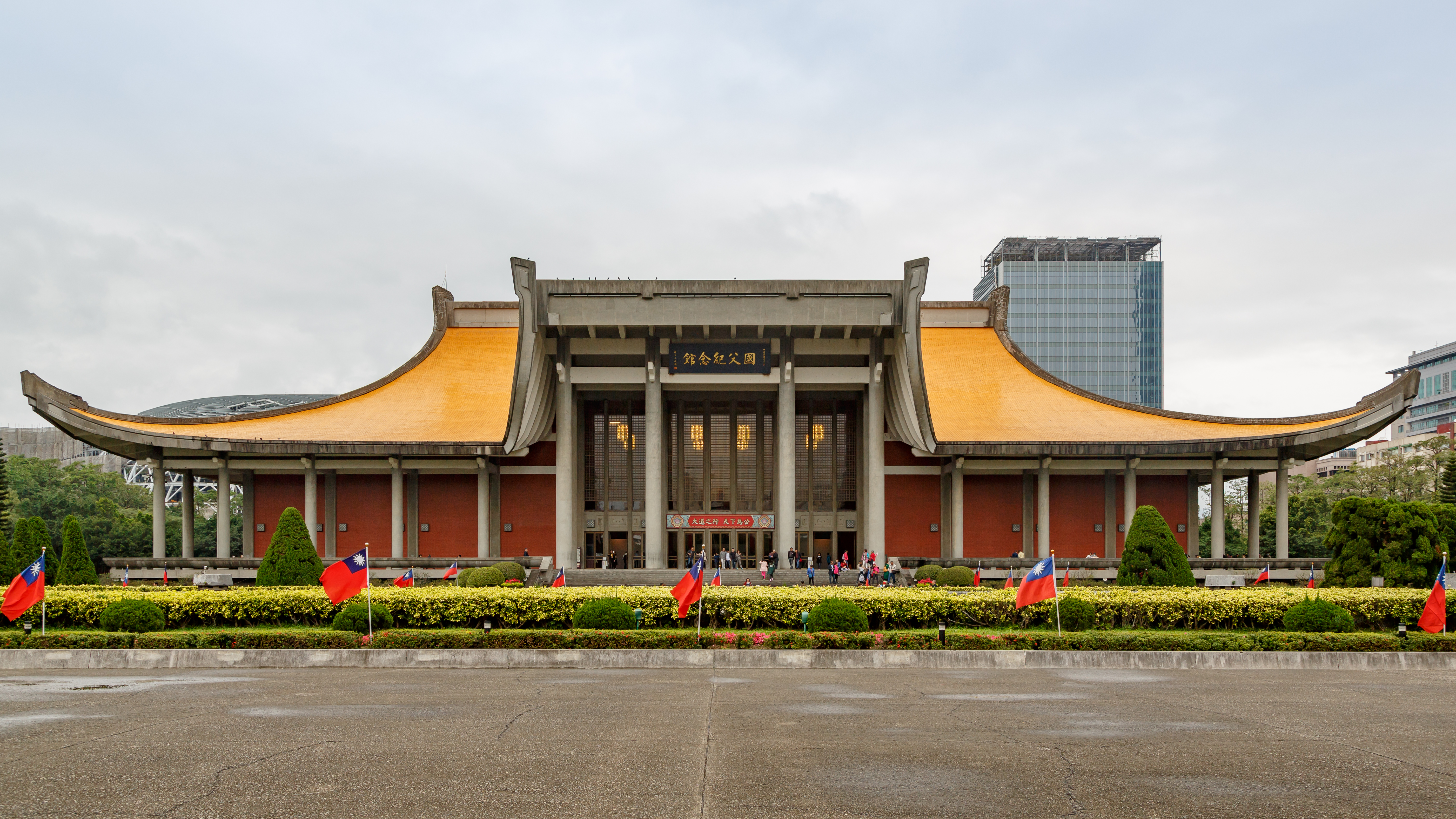
国立国父紀念館

- 小緑人（カウントダウン式アニメーション歩行者信号）誕生地（松智路と松壽路の交差点）
- 象山
- 松山文創園区

## ギャラリー

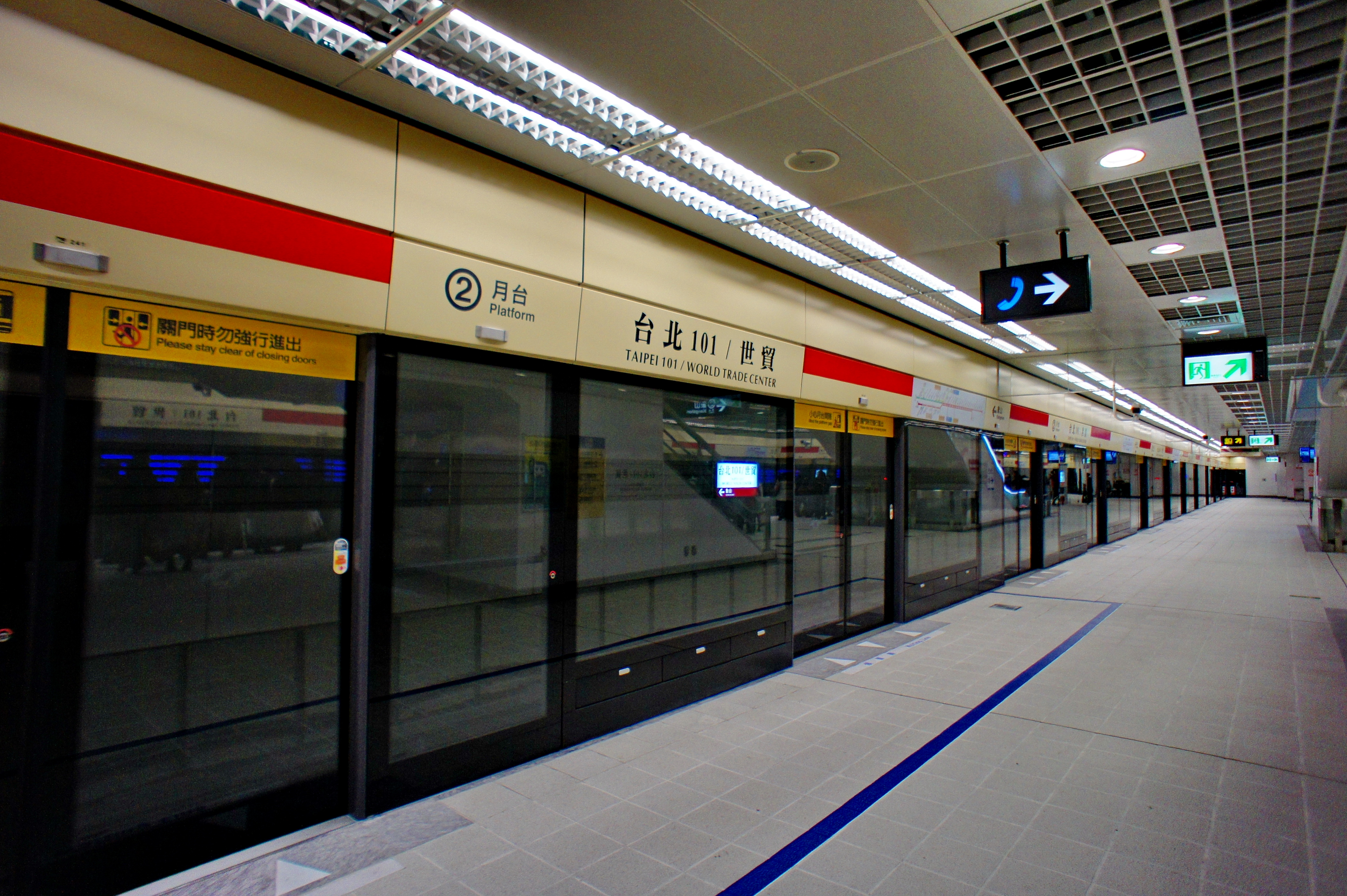
台北101/世貿駅
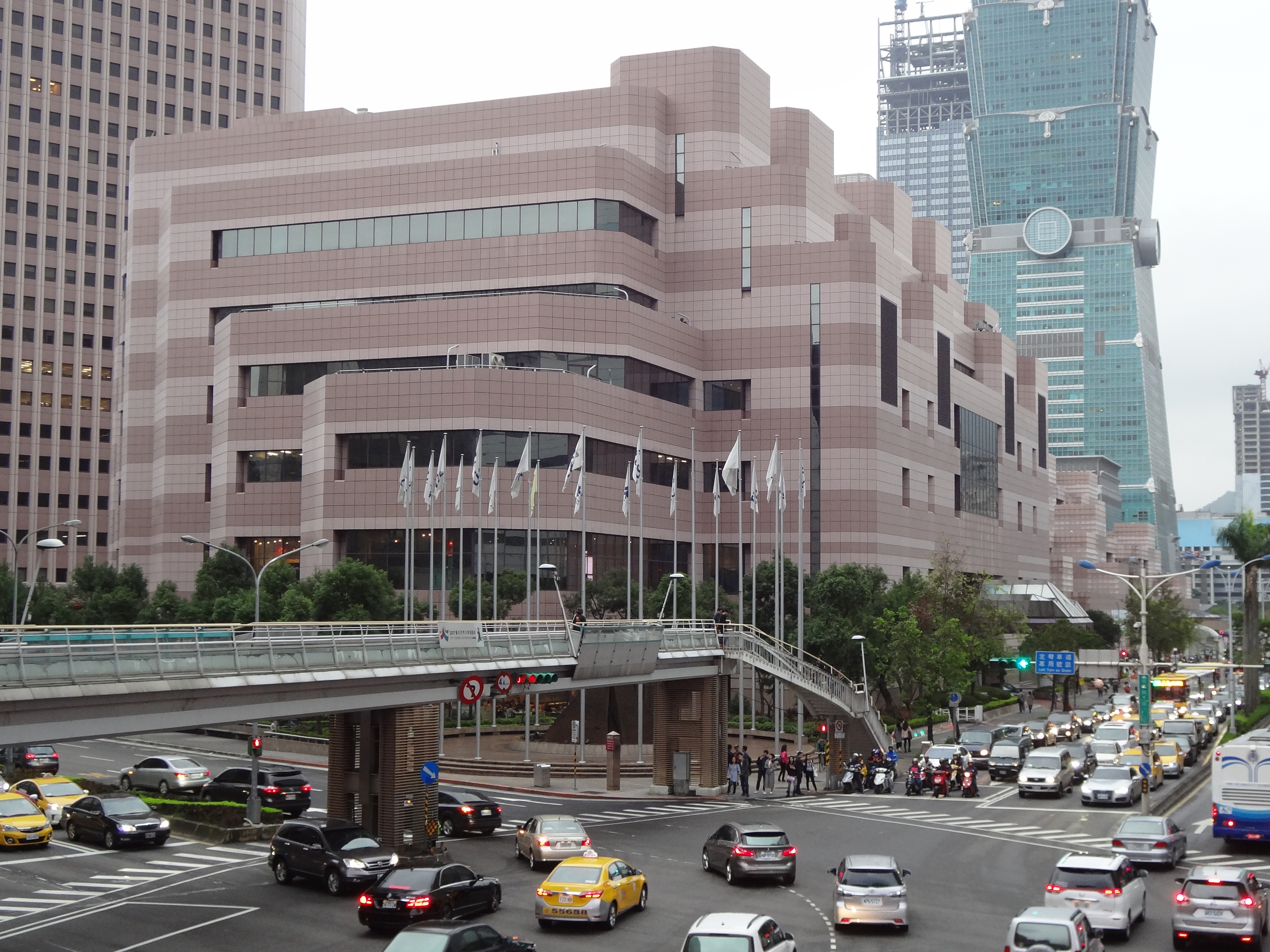
信義区
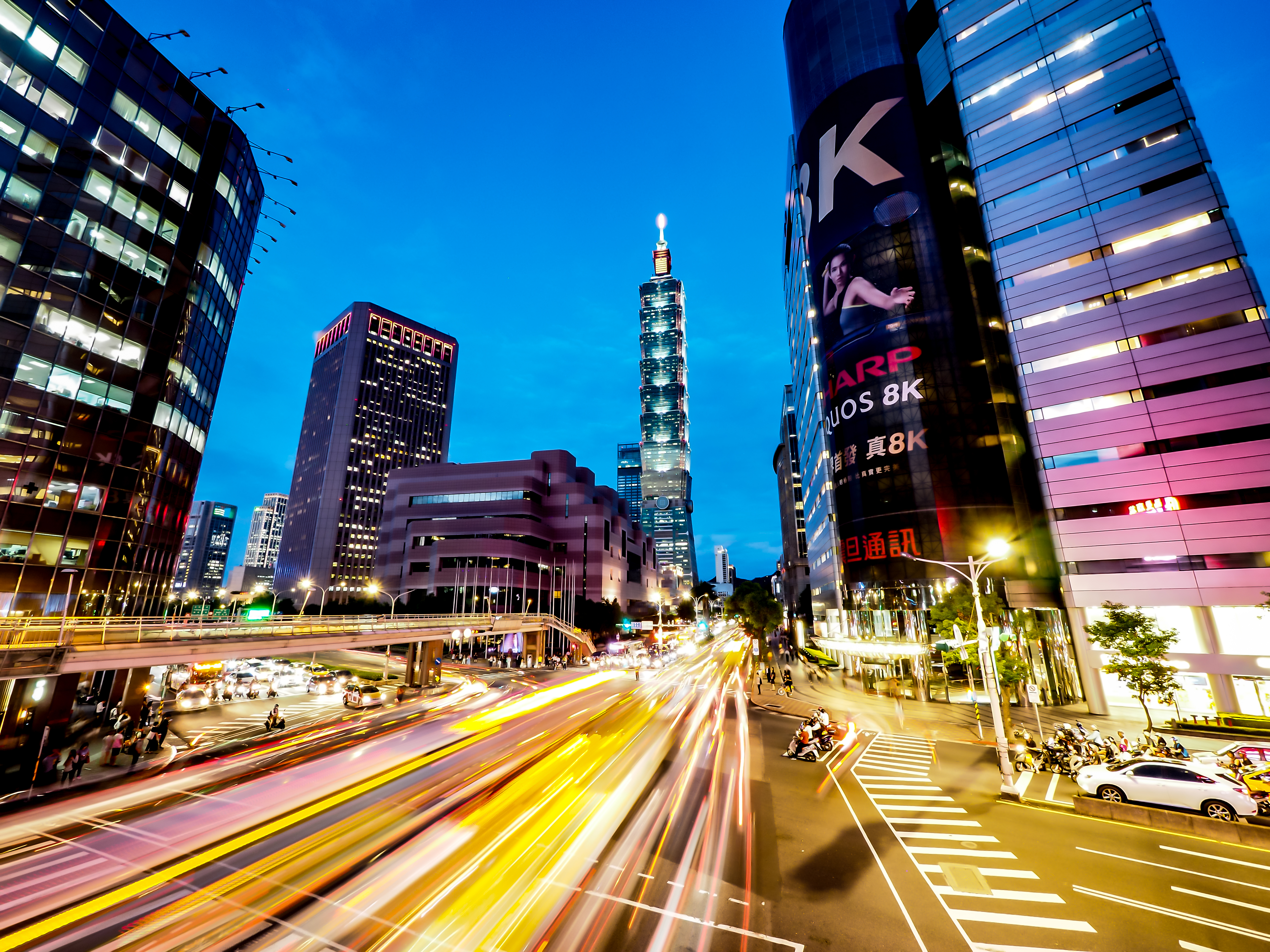
信義区の夜景
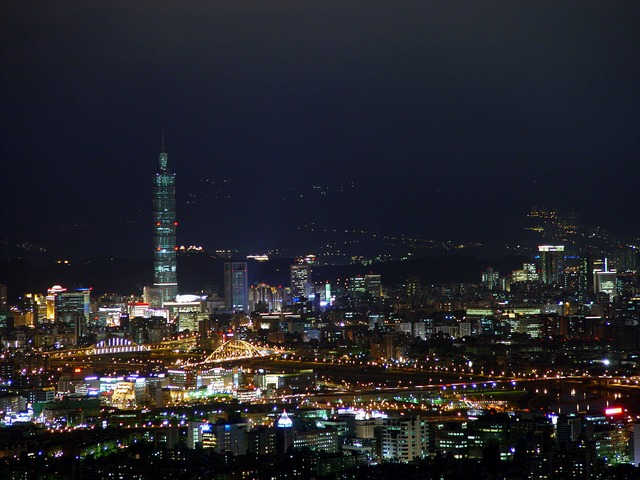
信義区の夜景
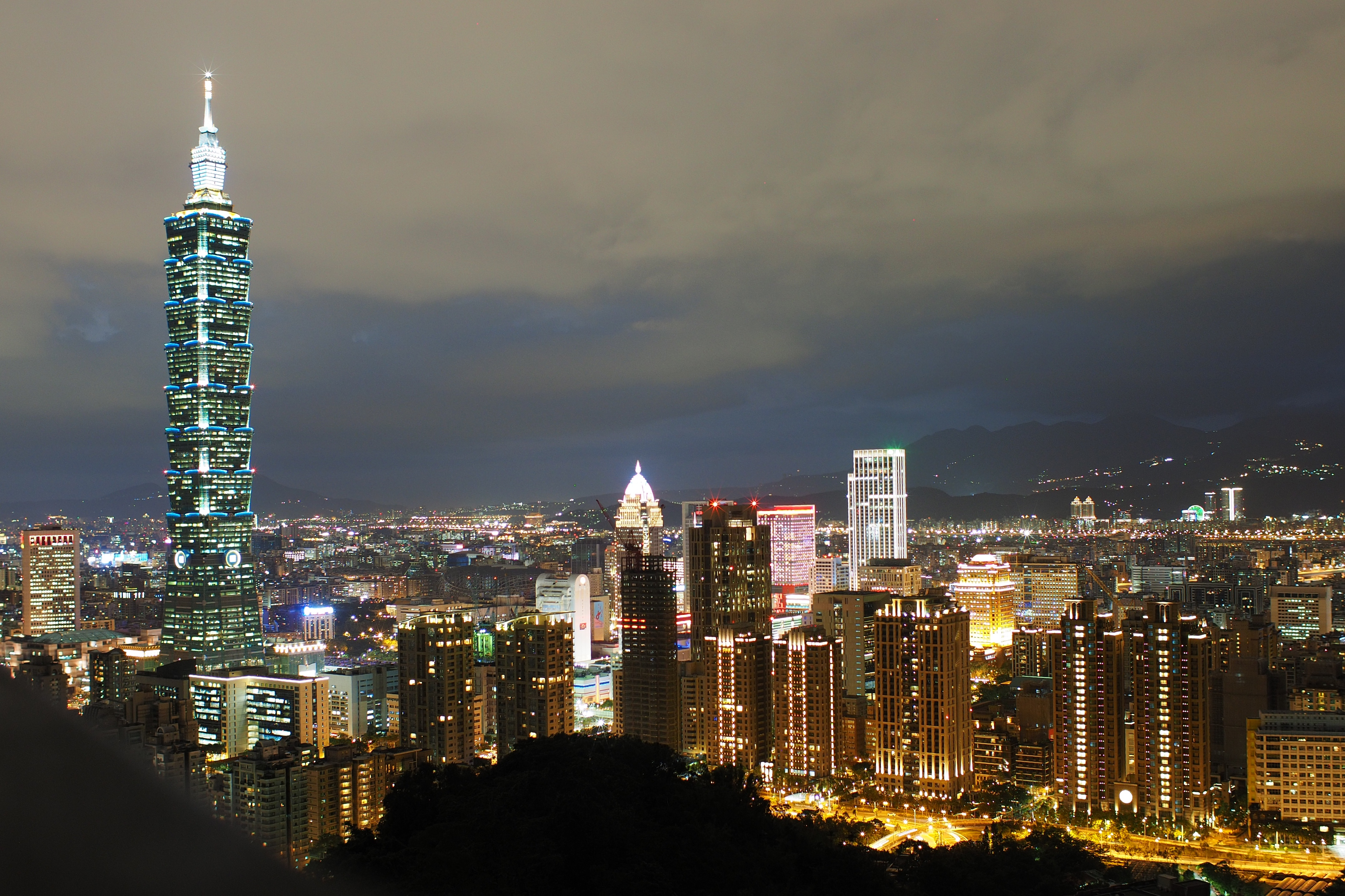
象山から見た夜景
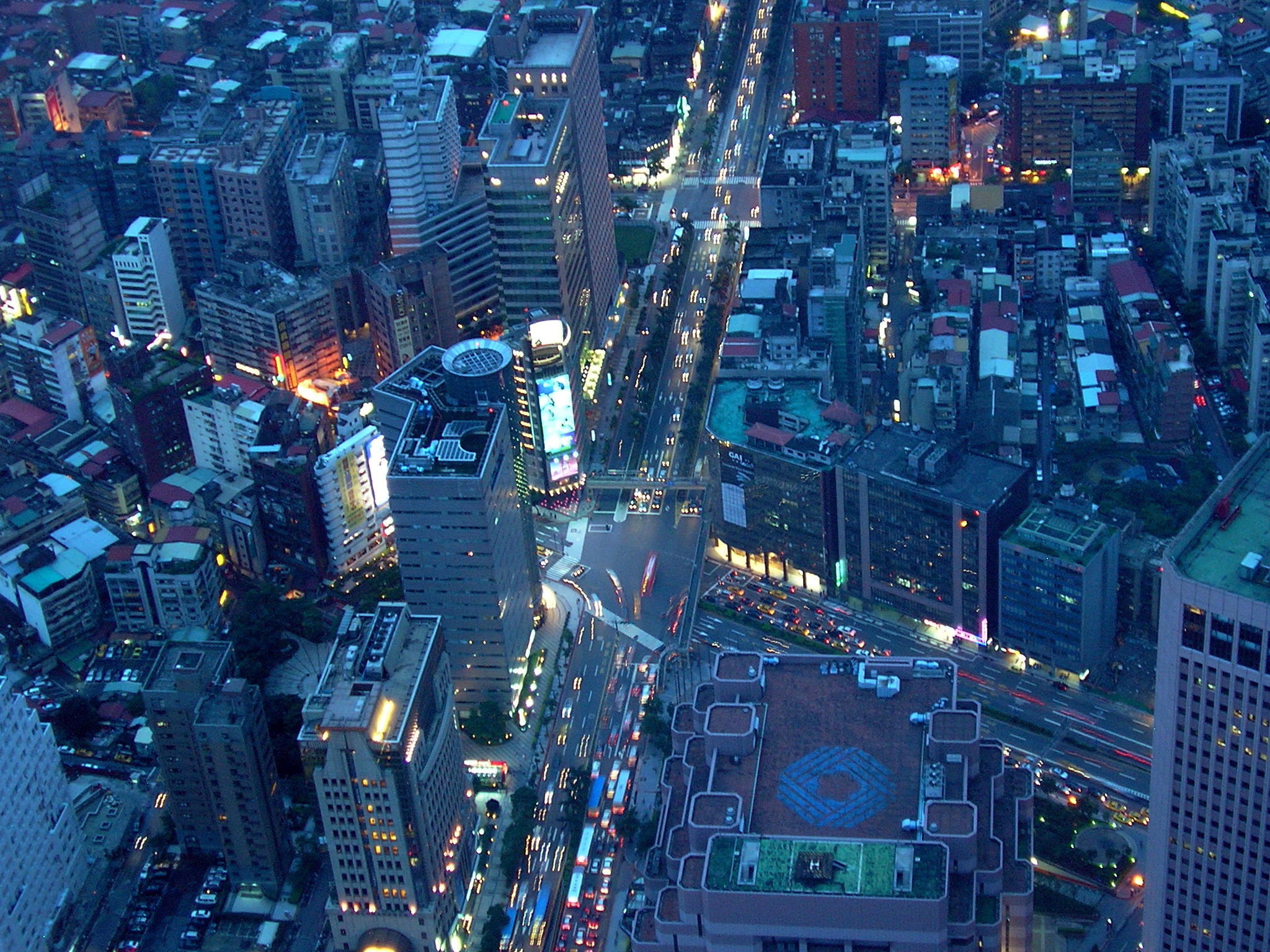
ラッシュアワー